# Barbara Nadalin
Barbara Nadalin (San Vito al Tagliamento, 22 de diciembre de 1972-Udine, 14 de julio de 2012) fue una deportista italiana que compitió en piragüismo en la modalidad de eslalon. Ganó una medalla de bronce en el Campeonato Europeo de Piragüismo en Eslalon de 1996, en la prueba de K1 por equipos.

## Palmarés internacional
| Campeonato Europeo | Campeonato Europeo   | Campeonato Europeo | Campeonato Europeo |
| Año                | Lugar                | Medalla            | Competición        |
| ------------------ | -------------------- | ------------------ | ------------------ |
| 1996               | Augsburgo (Alemania) | Medalla de bronce  | K1 por equipos     |